# Захищене завантаження термінальних клієнтів
Захищене завантаження термінальних клієнтів — спроможність термінальних клієнтів безпечно завантажувати операційну систему. Основним рішенням безпечного завантаження є перевірка цілісності і автентичності файлів операційної системи, які можуть зберігатися на локальному жорсткому диску, мобільному носії або завантажуватися із мережі.

## Причини появи
Один із основних принципів захисту інформації, сформульований в кінці 20-го століття, свідчить, що обчислення, критичні з точки зору безпеки інформації, повинні відбуватися у довіреному обчислювальному середовищі (Trusted computing base, TCB).
З часом відбувався розвиток засобів обчислювальної техніки, збільшувалося число функціональних можливостей операційних систем, зростала кількість прикладного програмного забезпечення. Разом із цим формувалися такі підходи до визначення поняття «довірене обчислювальне середовище»:
- функціонально замкнуте середовище;
- ізольоване програмне середовище;
- довірене обчислювальне середовище на основі резидентних компонентів безпеки.

При побудові систем захисту термінального доступу використовуються всі три категорії, які, в основному, захищають термінальний сервер. У часи термінальних систем, коли термінал являв собою монітор, клавіатуру й систему з'єднання із центральним сервером, цього було достатньо. З розвитком засобів обчислювальної техніки така ситуація стала недостатньою, хоча суть термінальної сесії залишилася колишньою: обробка й зберігання інформації здійснюється на сервері, до терміналу передається оброблена сервером інформація, а до сервера передаються дані з пристроїв терміналу. Однак термінали стали більш функціональними, мають власну операційну систему, власний жорсткий диск і власні периферійні пристрої.
У зв'язку з тим, що термінальні клієнти є невід'ємною частиною системи, то з мультиплікативної парадигми захисту («ступінь захищеності системи визначається ступенем захищеності її найслабшої ланки») випливає, що для побудови захищеної термінальної системи необхідно забезпечувати захист кожного елемента.
Таким чином, вважають, що не тільки термінальний сервер потребує захисту, але й термінальні клієнти. Тому для повного захисту термінальної сесії використовують рішення, що захищають як сервер, так і клієнта та до складу яких входить захищене завантаження термінальних клієнтів.

## Способи завантаження
Завантаження ОС термінального клієнта може здійснюватися різними способами:
- завантаження із локального жорсткого диска;
- завантаження із мобільного носія;
- завантаження мережею.

У перших двох способах для захисту завантаження використовують довірене завантаження комп'ютера клієнта і подальшу взаємну ідентифікацію та аутентифікацію сервер-клієнта.
Однак, ці способи мають недоліки:
- важко адмініструвати (наприклад, при зміні завантажувального способу потрібно оснастити ним термінальних клієнтів)
- вимагають від термінальних клієнтів наявності деяких додаткових пристроїв (жорсткий диск або оптичний привід для запуску ОС, PCI — слот для установки систем захисту інформації).

Відмінність двох способів полягає у тому, що при локальному завантаженні необхідно контролювати склад обладнання тільки одного терміналу. А при мобільному завантаженні потрібно чітко ідентифікувати кожен термінальний клієнт і контролювати склад саме того обладнання, з якого відбувається завантаження.
Для завантаження мережею спосіб захисту дещо відрізняється від двох попередніх, так як образ передається мережею від певного сервера до термінального клієнта. Проте він позбавлений недоліків, які є у локальних способах завантаження, тобто з точки зору адміністрування він легко масштабується, його налаштування проводиться централізовано, і не вимагає наявності на клієнті жорсткого диска або оптичного приводу. Остання властивість дозволяє використовувати «тонкі клієнти», які часто містять мінімальний набір пристроїв.
У той же час, розподілений характер даного способу завантаження несе в собі додаткові загрози несанкціонованого доступу до інформації. Наприклад, одна з загроз дозволяє зловмисникові застосувати атаку «людина посередині» на TFTP протокол, використовуваний в PXE для завантаження ОС, і послати разом з файлами ОС шкідливий код.
Для усунення загроз, як і для попередніх способів, застосовується перевірка контролю цілісності й автентичності файлів ОС та устаткування. Тільки в даному випадку перевіряється не тільки список контрольованого обладнання терміналу, з якого можливе завантаження, і завантажений образ, але й сервер, з якого дозволено отримувати образи.

## Способи реалізації
Перевірку цілісності та автентичності образів можна здійснювати двома способами:
- обчислення контрольної суми[7];
- обчислення електронного цифрового підпису, використовуючи асиметричні алгоритми шифрування[6].

У першому способі, на відміну від другого, є істотний недолік пов'язаний з адмініструванням всієї термінальної системи: при будь-якій зміні завантажувального образу, змінюється значення контрольної суми, яку потрібно донести до термінальних клієнтів, щоб СЗІ могли розпізнати змінений образ. У зв'язку з цим, воліють використовувати ЕЦП для перевірки цілісності та автентичності отриманого образу.
У свою чергу, системи захисту інформації діляться на програмно-апаратні і власне програмні. Власне програмні СЗІ можуть бути піддані модифікації ззовні, що є серйозною уразливістю. Через дані уразливості власне програмні засоби не здатні конкурувати з програмно-апаратними засобами захисту інформації, які мають вбудовану криптографічну підсистему і надійно захищену пам'ять для зберігання ключів необхідних при перевірці ЕЦП, так і для зберігання інформації при контрольованому обладнанні.
На відміну від СЗІ термінального сервера і сервера, з якого відбувається завантаження образів операційних систем, СЗІ термінальних клієнтів бажано повинні бути мобільними й незалежними від устаткування, на якому відбувається захищене завантаження. Ці властивості роблять адміністрування систем захисту зручнішими, так як в даному випадку немає прив'язки СЗІ до конкретних терміналів, тому обладнання термінальних клієнтів може бути санкціоновано змінено або замінено.
Таким чином, мобільні програмно-апаратні СЗІ, що використовують ЕЦП для перевірки завантажених із мережі образів, є раціональним рішенням для захисту завантаження термінальних клієнтів.